# Landtagswahlkreis Köln V
Der Landtagswahlkreis Köln V ist ein Landtagswahlkreis in Köln in Nordrhein-Westfalen. Er umfasst den Stadtbezirk Porz sowie vom Stadtbezirk Kalk die Stadtteile Merheim, Brück und Rath/Heumar.
Der Wahlkreis wurde zur Landtagswahl 2005 neu gebildet. Zuvor umfasste der Wahlkreis Köln V den Stadtbezirk Chorweiler und den Stadtbezirk Nippes ohne die Stadtteile Nippes und Bilderstöckchen, was dem heutigen Landtagswahlkreis Köln IV entspricht. Porz bildete den Wahlkreis Köln VI, Kalk den Wahlkreis Köln VII.

## Landtagswahl 2022
Die Landtagswahl in Nordrhein-Westfalen 2022 fand am Sonntag, dem 15. Mai 2022, statt.
| Gegenstand der Nachweisung | Gegenstand der Nachweisung | Erst- stimmen | Erst- stimmen | Zweit- stimmen | Zweit- stimmen |
| Bewerber                   | Partei                     | Anzahl        | %             | Anzahl         | %              |
| -------------------------- | -------------------------- | ------------- | ------------- | -------------- | -------------- |
| Wahlberechtigte            | Wahlberechtigte            | 97 693        | 100           | 97 693         | 100            |
| Wähler                     | Wähler                     | 51 860        | 53,1          | 51 860         | 53,1           |
| Ungültige Stimmen          | Ungültige Stimmen          | 483           | 0,9           | 348            | 0,7            |
| Gültige Stimmen            | Gültige Stimmen            | 51 377        | 100           | 51 512         | 100            |
| davon                      |                            |               |               |                |                |
| Florian Braun              | CDU                        | 17 413        | 33,9          | 16 525         | 32,1           |
| Christian Joisten          | SPD                        | 16 207        | 31,5          | 13 749         | 26,7           |
| Martin Ozminski            | FDP                        | 2 168         | 4,2           | 3 131          | 6,1            |
| Ahmet Türe                 | AfD                        | 2 890         | 5,6           | 2 959          | 5,7            |
| Marvin Schuth              | GRÜNE                      | 9 309         | 18,1          | 10 171         | 19,7           |
| Madeleine Eisfeld          | DIE LINKE                  | 1 342         | 2,6           | 1 226          | 2,4            |
|                            | PIRATEN                    | –             | –             | 143            | 0,3            |
| Aaron Baron von Kruedener  | Die PARTEI                 | 879           | 1,7           | 588            | 1,1            |
|                            | FREIE WÄHLER               | –             | –             | 337            | 0,7            |
|                            | BIG                        | –             | –             | 34             | 0,1            |
|                            | ÖDP                        | –             | –             | 77             | 0,1            |
|                            | Volksabstimmung            | –             | –             | 54             | 0,1            |
|                            | MLPD                       | –             | –             | 29             | 0,1            |
|                            | DIE VIOLETTEN              | –             | –             | 26             | 0,1            |
|                            | Gesundheitsforschung       | –             | –             | 56             | 0,1            |
|                            | ZENTRUM                    | –             | –             | 25             | 0              |
|                            | DKP                        | –             | –             | 21             | 0              |
|                            | dieBasis                   | –             | –             | 360            | 0,7            |
|                            | DSP                        | –             | –             | 39             | 0,1            |
|                            | du.                        | –             | –             | 48             | 0,1            |
|                            | LIEBE                      | –             | –             | 67             | 0,1            |
|                            | FAMILIE                    | –             | –             | 103            | 0,2            |
|                            | neo                        | –             | –             | 11             | 0              |
|                            | Die Humanisten             | –             | –             | 69             | 0,1            |
|                            | PdF                        | –             | –             | 73             | 0,1            |
|                            | LfK                        | –             | –             | 65             | 0,1            |
| Dirk Heidtmann             | Tierschutzpartei           | 600           | 1,2           | 678            | 1,3            |
|                            | Team Todenhöfer            | –             | –             | 168            | 0,3            |
| Christopher Gudacker       | Volt                       | 569           | 1,1           | 680            | 1,3            |

## Landtagswahl 2017
Bei der Landtagswahl am 14. Mai 2017 waren 99.720 Einwohner wahlberechtigt. Die Wahlbeteiligung lag bei 62,36 %. Das endgültige Ergebnis lautet:
| Direktkandidat     | Partei         | Erststimmen in % | Zweitstimmen in % |
| ------------------ | -------------- | ---------------- | ----------------- |
| Jochen Ott         | SPD            | 35,51            | 29,65             |
| Florian Braun      | CDU            | 36,13            | 31,17             |
| Jörg Hancke        | GRÜNE          | 5,55             | 7,08              |
| Christian Nüsser   | FDP            | 7,25             | 12,96             |
| Prince Sankanu     | PIRATEN        | 1,19             | 0,94              |
| Dieter Wolf        | LINKE          | 5,02             | 5,42              |
| Rüdiger-René Keune | ÖDP            | 0,61             | 0,35              |
| Wilhelm Geraedts   | AfD            | 7,55             | 8,39              |
| Martin Baedorf     | Einzelbewerber | 1,19             | –                 |
| –                  | Übrige         | –                | 3,95              |

Neben dem Wahlkreisabgeordneten Florian Braun, der das Direktmandat für die CDU nach sieben Jahren zurückerobern konnte, wurde der bisherige Wahlkreisabgeordnete Jochen Ott über die Landesliste der SPD in den Landtag gewählt.

## Landtagswahl 2012
Wahlberechtigt waren 99.377 Einwohner. Die Wahlbeteiligung lag bei 56,9 %
| Direktkandidat        | Partei  | Erststimmen in % | Zweitstimmen in % |
| --------------------- | ------- | ---------------- | ----------------- |
| Julius Knappertsbusch | CDU     | 28,4             | 22,7              |
| Jochen Ott            | SPD     | 43,8             | 38,7              |
| Kirsten Jahn          | GRÜNE   | 10,8             | 13,2              |
| Yvonne Gebauer        | FDP     | 5,3              | 9,3               |
| Uschi Röhrig          | LINKE   | 2,9              | 2,9               |
| Sebastian Wieloch     | PIRATEN | 8,7              | 8,0               |

## Landtagswahl 2010
Wahlberechtigt waren 97.904 Einwohner. Die Wahlbeteiligung lag bei 57,3 %
| Direktkandidat   | Partei   | Erststimmen in % | Zweitstimmen in % |
| ---------------- | -------- | ---------------- | ----------------- |
| Jochen Ott       | SPD      | 38,7             | 33,4              |
| Jürgen Hollstein | CDU      | 36,1             | 31,8              |
| Ciler Firtina    | GRÜNE    | 11,0             | 13,8              |
| Frank Emonds     | LINKE    | 5,6              | 6,1               |
| Yvonne Gebauer   | FDP      | 4,6              | 6,9               |
| Regina Wilden    | Pro NRW  | 3,4              | 3,3               |
| Heinz Götten     | BüSo     | 0,5              | 0,1               |
| -                | Sonstige | -                | 4,6               |

## Landtagswahl 2005
Wahlberechtigt waren 95.422 Einwohner. Die Wahlbeteiligung lag bei 59,7 %
| Direktkandidat      | Partei | Stimmen in % |
| ------------------- | ------ | ------------ |
| Jürgen Hollstein    | CDU    | 42,6         |
| Jochen Ott          | SPD    | 37,1         |
| Angela Behring      | GRÜNE  | 7,0          |
| Jan Krawitz         | FDP    | 6,8          |
| Heiko Kambach       | GRAUE  | 1,7          |
| Gisela Stahlhofen   | WASG   | 1,6          |
| Andreas Klein       | NPD    | 1,2          |
| Wolfgang Lindweiler | PDS    | 1,0          |
| Thomas Eshold       | REP    | 0,8          |
| Horst Stemmer       | BüSo   | 0,2          |